# Byske distrikt
Byske distrikt är ett distrikt i Skellefteå kommun och Västerbottens län. Distriktet ligger omkring Byske i nordöstra Västerbotten.

## Tätorter och småorter
I Byske distrikt finns fyra tätorter och fyra småorter.

### Tätorter
- Byske
- Drängsmark
- Frostkåge
- Ostvik

### Småorter
- Furuögrund
- Norra Drängsmark
- Stålberget och Frostkågemarken
- Åbyn

## Tidigare administrativ tillhörighet
Distriktet inrättades 2016 och utgörs av en del av området som Skellefteå stad omfattade till 1971, en del som före 1967 utgjorde en del av Byske socken.
Området motsvarar den omfattning Byske församling hade 1999/2000 och fick 1913 efter utbrytning av Fällfors församling.